# Buskvireo
Buskvireo (Hylophilus flavipes) är en fågel i familjen vireor inom ordningen tättingar.

## Utseende och läte
Buskvireon är en liten vireo, med olivgrön ovansida, gulaktig undersida och gråare huvud. Ögat är ljust och näbben spetsig och skär. Könen är lika. Sången består av en enkel serie med visslade toner.

## Utbredning och systematik
Buskvireon delas in i sju underarter med följande utbredning:
- viridiflavus/xuthus-gruppen
  - H. f. viridiflavus – förekommer i tropiska sydvästra Costa Rica och västra Panama
  - H. f. xuthus – förekommer på Isla Coiba (Panama)
- flavipes-gruppen
  - H. f. flavipes – förekommer på den karibiska norra kusten i Colombia och i Magdalenadalen
  - H. f. melleus – förekommer i norra Colombia (östra spetsen av Guajira-halvön)
  - H. f. galbanus – förekommer i tropiska områden i nordöstra Colombia och nordvästra Venezuela
  - H. f. acuticauda – förekommer i tropiska norra Venezuela och på Isla Margarita
- H. f. insularis – förekommer på Tobago

Sedan 2016 urskiljer Birdlife International underartsgrupperna som egna arter: "gulgrön buskvireo" (H. viridiflavus) och "tobagovireo" (H. insularis).

## Levnadssätt
Buskvireon hittas i just buskig ungskog. Där ses den ofta i par, vanligen lågt i vegetationen.

## Status
IUCN bedömer hotstatus för underartsgrupperna (eller arterna) var för sig, båda som livskraftiga.